# Aganippe Fossa
Aganippe Fossa és una estructura geològica del tipus fossa a la superfície de Mart, situada amb el sistema de coordenades planetocèntriques a 40.03 ° de latitud N i 230.92 ° de longitud E. Fa 703.11 km de diàmetre. El nom va ser fet oficial per la UAI l'any 1979 i el pren d'una característica d'albedo localitzada a 35 ° de latitud N i 140 ° de longitud O.